# 克拉克空军基地

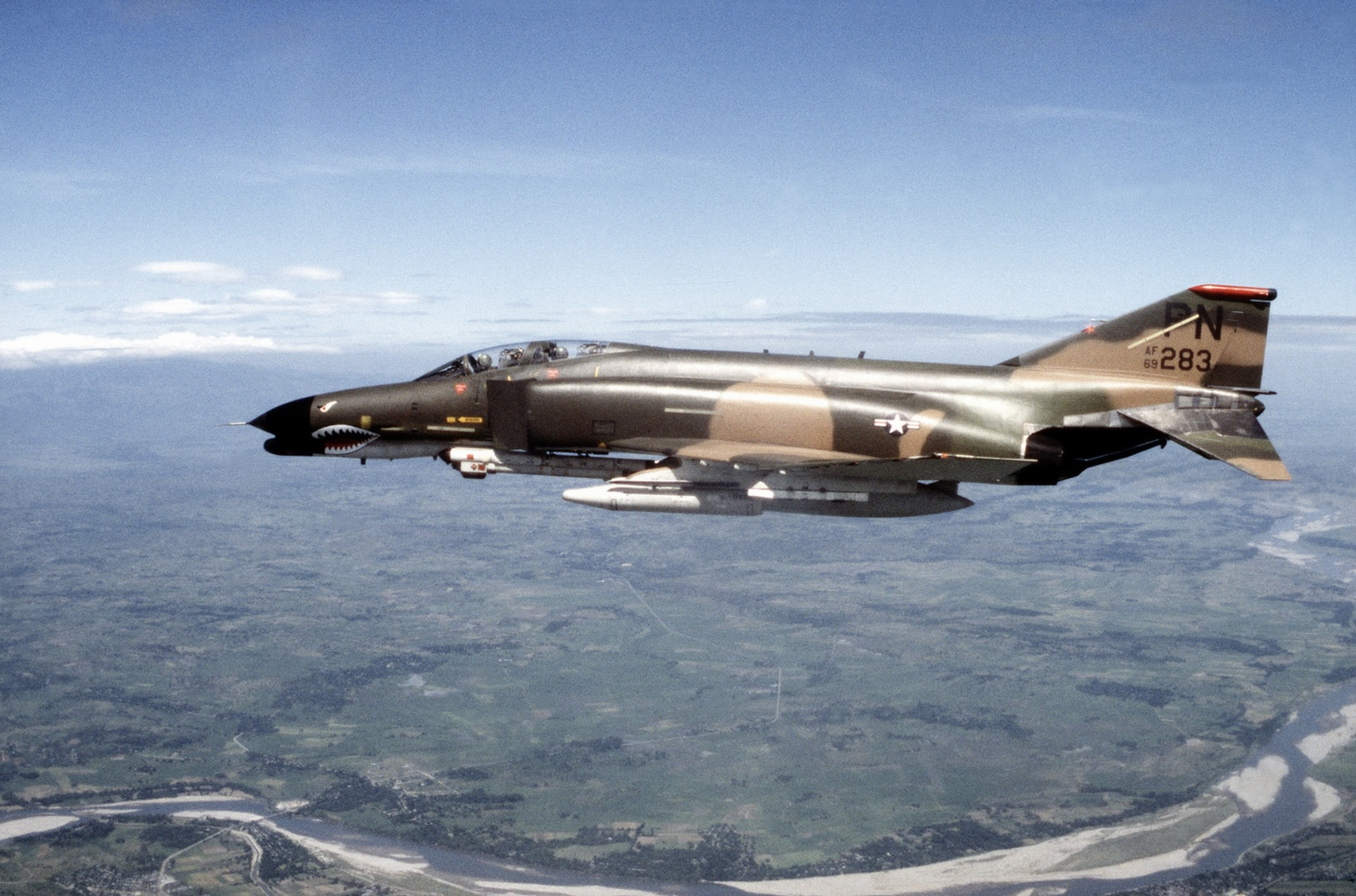
1981年1月22日，美國空軍第3戰術戰鬥機聯隊的F-4G野鼬機（序號69-0283）在呂宋島上空飛行

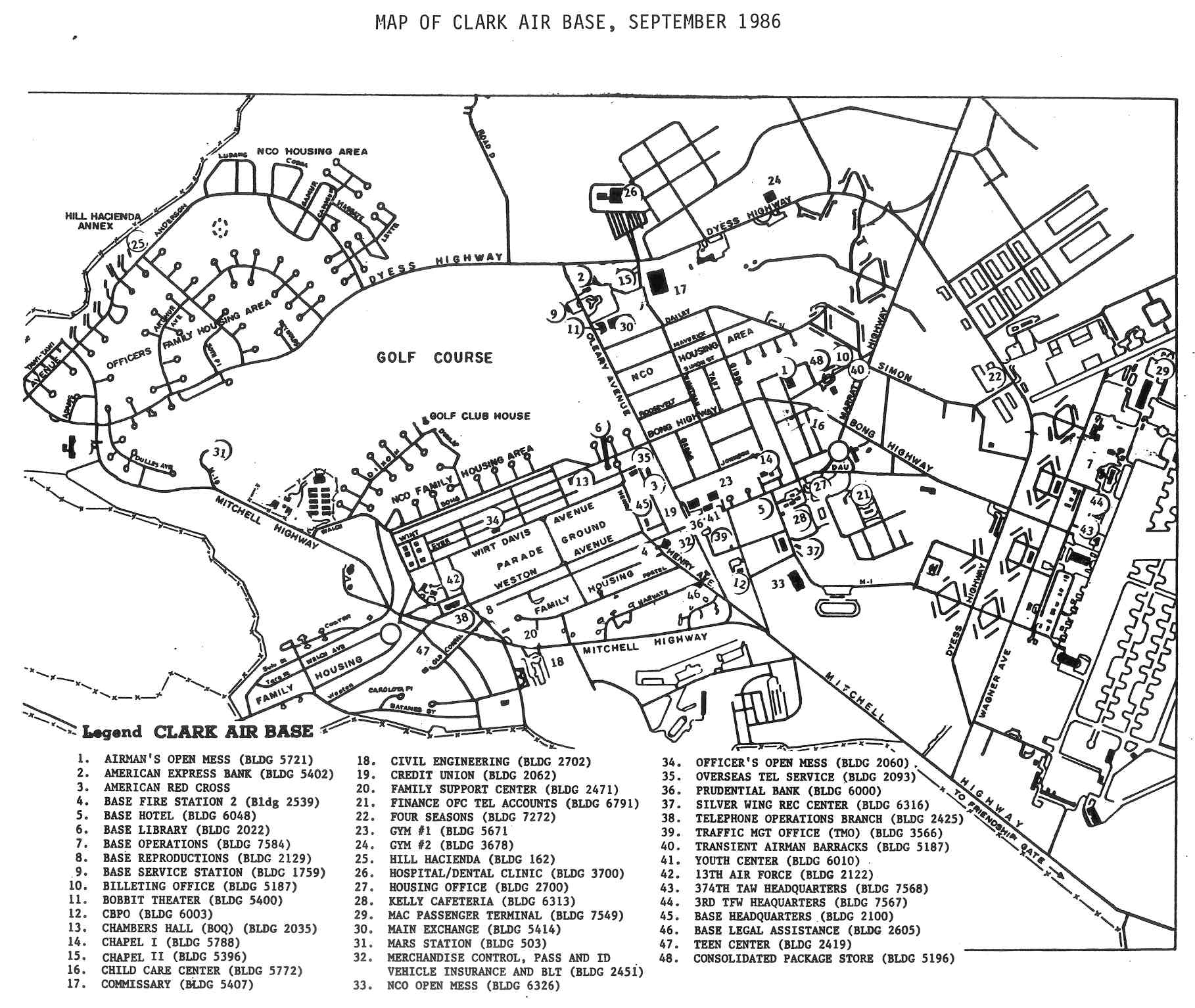
1986年，克拉克空軍基地的地圖

克拉克空軍基地（Clark Air Base）是位於菲律賓呂宋島的前美國空軍基地，距離安赫萊斯約3英里，距離馬尼拉約40英里，基地佔地面積約37平方公里（14.3平方英里），但隨著軍事保留地向北延伸，覆蓋了另外600平方公里（230平方英里）。
克拉克空军基地在1903年至1991年间属于美军，在第二次世界大战后期一直是美菲联军的重要据点。越南战争期间，克拉克空军基地是后勤补给的主要基地。1991年6月15日皮納圖博火山噴發，美军撤离，之後基地被用作克拉克国际机场、克拉克自由港区和菲律宾空军驻地。

## 歷史

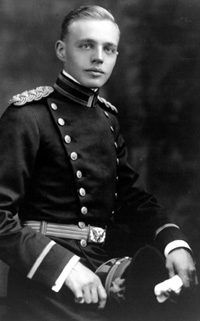
美國陸軍通信兵哈羅德·克拉克少校，基地以他命名

克拉克空軍基地最初建造於美國殖民時期，1903年在美國陸軍的控制下於1903年在邦板牙省安吉利斯的Sapang Bato建立。1919年9月，斯托森堡堡的一部分被正式劃為信號兵航空隊，並以哈羅德·克拉克 (Harold M. Clark) 的名字命名為克拉克機場 (Clark Field)。克拉克後來成為美國陸軍航空隊中型轟炸機的著陸場，並容納了1930年代駐紮在菲律賓的一半重型轟炸機。它對於當時的機場來說非常大，在1941年夏末和秋季，許多飛機被派往克拉克，並與與大日本帝國發生戰爭。然而，在珍珠港事件發生9小時後的一次空襲中，它們中的大部分被摧毀在地面上。
該基地於1942年1月上旬被日軍佔領，成為日軍空中作戰的主要中心。從克拉克起飛的日本飛機參加了雷伊泰灣海戰，這是第二次世界大戰中規模最大的海戰。
戰爭期間，巴丹死亡行軍中的盟軍戰俘沿著鐵路向北前往奧唐奈營地，經過克拉克空軍基地的大門。克拉克空軍基地於1945年1月被美國人奪回，經過三個月的激烈戰鬥以解放菲律賓。它立即被歸還給美國陸軍航空隊控制。
克拉克在冷戰期間發展成為美國的主要空軍基地，在越南戰爭期間成為重要的後勤樞紐。由於菲律賓政府拒絕續簽該基地的租約，該基地於1990年代初被美國關閉。在1991年皮納圖博火山噴發造成嚴重破壞後，菲律賓政府試圖重啟基地租賃談判，但未能達成條件，租約也沒有延長。
1991年11月，美國空軍降下了美國國旗，將克拉克空軍基地正式移交給菲律賓政府。隨著美國軍隊從克拉克撤出，該基地被當地居民有系統地洗劫一空，並被廢棄了好幾年。它最終成為克拉克自由港區，克拉克國際機場 (CIA) 的所在地，其中部分地區仍由菲律賓空軍擁有和運營，並保留同名克拉克空軍基地。

### 槍擊案
1987年10月29日，身分不明的槍手在基地附近開槍打死了三名美軍士兵。
1990年5月14日，疑似新人民軍（NPA）共產主義叛亂分子在基地附近開槍打死了兩名美軍飛行員。

## 美軍駐紮單位

### 二戰前（1919-1940）
- 第3觀測中隊（英语：3rd Aero Squadron），1919年12月2日-1921年5月14日；1921年5月14日-1923年1月25日
- 第28轟炸中隊（28th Squadron (Bomb)），1922年9月1日-1923年6月4日；1938年6月16日-1941年12月24日

### 第二次世界大戰
- 菲律賓空軍部（Philippine Department Air Force），1941年9月-10月，重新指定為遠東空軍（Far East Air Force），1941年10月28日-12月24日
  - V轟炸機司令部，1941年11月14日-12月24日
  - 第20追擊中隊（英语：20th Pursuit Squadron），1941年7月-12月，裝備P-40B
  - 第14轟炸中隊（英语：14th Bombardment Squadron），1941年9月16日–1942年1月1日，裝備B-17
  - 第24追擊大隊（英语：24th Pursuit Group），1941年10月1日-12月20日，裝備P-40B
  - 第19轟炸大隊，1941年10月26日-12月24日，裝備B-17
  - 第30轟炸中隊（英语：30th Bombardment Squadron），1941年10月23日-1941年12月20日，裝備B-17
  - 第90轟炸中隊（英语：90th Bombardment Squadron），1941年10月23日-1941年12月20日，裝備B-17

### 第二次世界大戰（1945）
- 先遣梯隊，美國第五航空隊（Fifth Air Force）總部（Headquarters），1945年2月10日-1945年4月1日

V轟炸機司令部（V Bomber Command），–1945年8月

美國第十三航空隊（13th Air Force）總部（Headquarters），1946年1月1日-5月20日

第475戰鬥機大隊，1945年2月28日-1945年4月20日，P-38閃電式戰鬥機
第22轟炸大隊，1945年3月12日-8月4日，B-24轟炸機
第43轟炸大隊，1945年3月16日-7月26日，B-24轟炸機
第317部隊運輸大隊，1945年3月17日-8月24日，C-47運輸機

第91偵察聯隊，1945年3月24日-7月30日
第421夜間戰鬥機中隊，1945年4月26日-8月5日，P-61戰鬥機
第433部隊運輸大隊，1945年5月31日-9月11日，C-47運輸機
第35戰鬥機大隊，1945年4月19日-1945年6月28日，P-51野馬戰鬥機
第312轟炸大隊，1945年5月-8月，B-32轟炸機
第6偵察大隊，1945年5月1日-7月31日
第345轟炸大隊，1945年5月12日-7月25日，B-32轟炸機
第54部隊運輸聯隊，1945年6月-9月，C-47運輸機
墨西哥空軍第201戰鬥機中隊，1945年6月-9月，P-47戰鬥機
第419夜間戰鬥機中隊，1946年1月10日-1946年5月7日，P-61戰鬥機
美國海軍第17艦載機聯隊（US Navy Fleet Air Wing Seventeen），1945年2月26日-1945年12月31日（1945年1月2日在日本解散）
第104巡邏轟炸中隊，1945年3月1日-1945年10月25日，PB4Y-1
第119巡邏轟炸中隊（Patrol Bombing Squadron VPB-119），1945年3月2日-1945年10月30日，PB4Y-1
第310轟炸聯隊，1945年8月23日-10月21日，B-32轟炸機

### 戰後初期（1946-1949）
- 第29航空勤務大隊（29th Air Service Group），1946年2月16日-1947年1月1日
  - 第313轟炸聯隊（313th Bombardment Wing）總部（Headquarters），1946年5月15日-1948年6月15日
    - 第6轟炸大隊，1946年1月28日-1947年6月1日，B-29轟炸機
    - 第504轟炸大隊，1946年3月6日-1946年6月15日，B-29轟炸機
    - 第505轟炸大隊（505th Bombardment Group (VH)），1946年3月14日-1946年6月30日，B-29轟炸機
    - 第9轟炸大隊，1946年4月15日-1947年6月9日，B-29轟炸機
- 第358航空勤務大隊（358th Air Service Group），1947年1月1日-1949年7月1日
  - 第18戰鬥機聯隊（英语：18th Fighter Wing），1947年9月16日-1950年12月1日（P/F-47, P/F-51, RB-17G, RB-29 (F-2)）
  - 美國第十三航空隊（13th Air Force）總部（Headquarters），1949年5月1日-1991年12月1日
  - 第24空軍基地聯隊（24th Air Depot Wing），1949年7月1日-1950年12月1日
    - 第6204攝影測繪中隊（6204th Photo Mapping Squadron），1949年9月16日-1953年6月1日
    - 第6208基地倉庫聯隊（6208th Depot Wing），1949年12月17日-1952年9月1日

### 冷戰時期

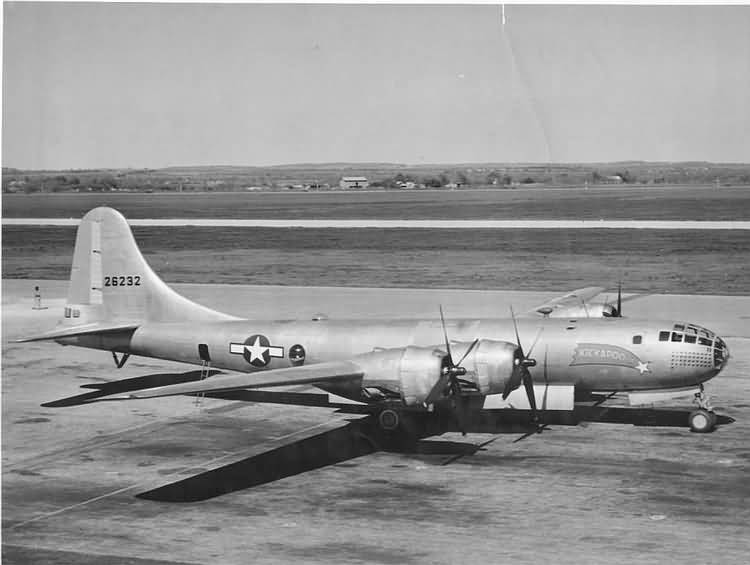
B-29轟炸機

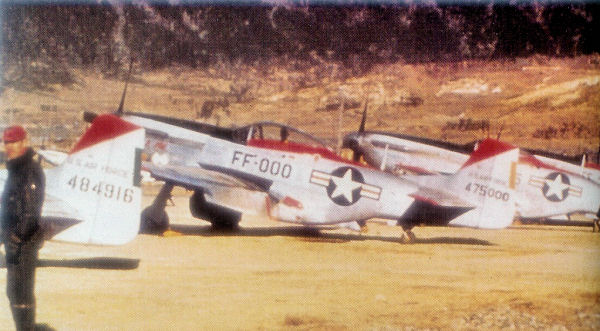
1952年，第18戰鬥機聯隊的F-51D野馬戰鬥機被部屬至韓國

隨著1945年9月戰爭的結束，克拉克立即成為西南太平洋地區停用的戰鬥機和轟炸機部隊的所有類型飛機的儲存場。飛機飛往克拉克，飛行員（連同機組人員、維護和支援人員）將乘坐運輸機返回美國卸貨。許多飛機（有些幾乎是全新的）都被報廢了，儘管部分低飛行時數的飛機被保留並飛回美國的儲存場並被封存。
1946年3月13日，第20航空隊的第313轟炸聯隊（313th Bombardment Wing）和四個B-29超級堡壘（第 6、第 9、第 504、第 505）超重型轟炸大隊從北場（天寧島）重新分配。在1946年至1948年6月15日之間，所有這些大隊被重新分配或停用：
- 第6轟炸大隊（6th Bombardment Group）->沖繩嘉手納空軍基地（Kadena AB），1947年6月1日
- 第9轟炸大隊（9th Bombardment Group）->關島哈蒙空軍基地（英语：Harmon Air Force Base），1947年6月9日
- 第504轟炸大隊（504th Bombardment Group）->解編，1946年6月15日
- 第505轟炸大隊（504th Bombardment Group）->解編，1946年6月30日

1947年3月14日，美國和菲律賓簽署了《軍事基地協定》，規定克拉克空軍基地的使用期限至2046年（但後來由1966年的Rusk-Ramos協定修正至1991年）。
第18戰鬥機大隊於1947年9月16日被分配到克拉克。第18大隊是戰後不久部屬於菲律賓的主要遠東空軍部隊，飛行混合戰鬥機（P/F-47、P/F-51、F-80）和偵察（RB-29、RB-17G）飛機。第18大隊使用P-80流星戰鬥機進行巡邏和訓練，這是第一個裝備噴氣式飛機的海外戰鬥機部隊。1950年1月20日，該聯隊重新命名為第18戰鬥轟炸機聯隊（18th Fighter-Bomber Wing）。由於朝鮮戰爭爆發，第18聯隊於1950年12月1日從克拉克重新分配到韓國釜山空軍基地。
在朝鮮戰爭期間，第6204攝影測繪中隊（6204th Photo Mapping Squadron）於1950年部署到韓國三個月，在被替換之前對朝鮮和韓國進行了航空測繪。該部隊將波音B-17（如RB-17G）的轟炸設備刪除並替換為攝影設備，以進行攝影測繪。一些攝像頭也安裝在機頭和後機身中。
在朝鮮戰爭和第一次印度支那戰爭（1950-1954）期間，第581空中補給和通信聯隊進行了心理戰和非常規作戰行動。1953年使用C-119、B-29、C-54和C-118等飛機在法屬印度支那進行了有限的行動。 
在戰後不久和整個1950年代，克拉克基地的任務是作為遠東空軍（後來的太平洋空軍）的主要供應和維修站，同時也是第13航空隊總部的指揮基地，於1949年啟用。第13航空隊將留在克拉克直到1991年關閉。

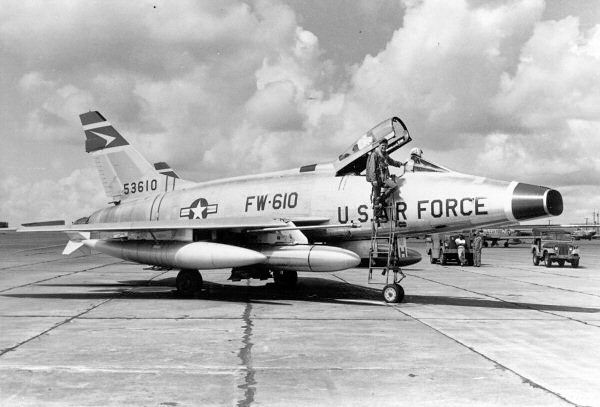
1958年，第72戰術戰鬥機中隊編號55-3160的F-100D-25-NA超級軍刀

美國戰術空軍司令部在1958年7月1日將第72戰術戰鬥機中隊從法國代奧爾空軍基地（Châteauroux-Déols Air Base）轉移至克拉克空軍基地，負責呂宋島的防空任務，F-100D超級軍刀戰鬥機，1959年4月9日因預算削減而停用。
日本三澤空軍基地（Misawa AB）的第39航空師在1954年至1960年期間將第26戰鬥攔截機中隊和後來的第509戰鬥機攔截中隊部署到克拉克，使用F-86D/F軍刀戰鬥機為菲律賓群島提供防空任務。

### 第405戰鬥機聯隊（405th Fighter Wing）

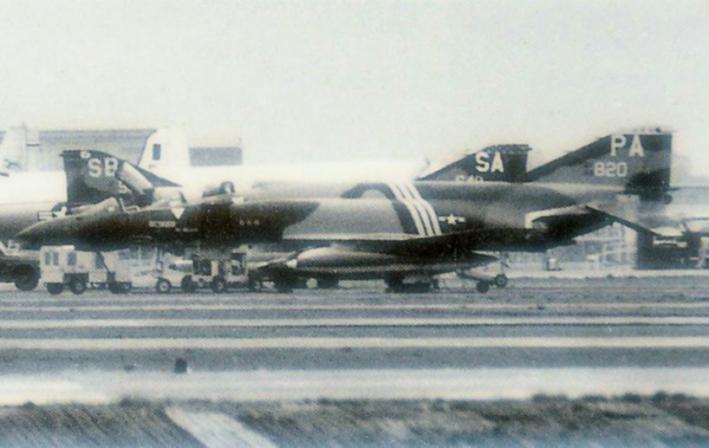
1975年2月，第405戰鬥機聯隊編號64-0820的F-4C幽靈II戰鬥機於克拉克空軍基地

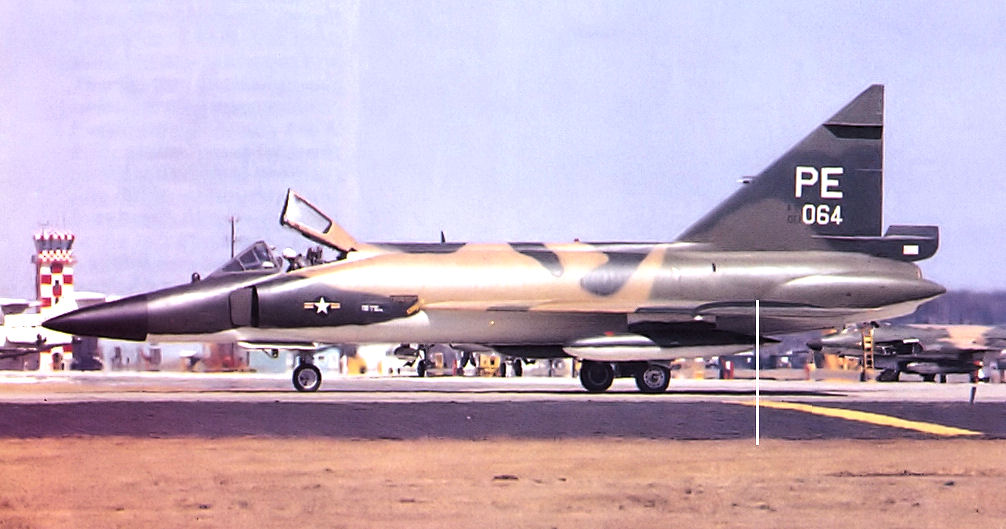
1967年，第64戰鬥攔截機中隊編號56-1064的F-102A三角劍戰鬥機於克拉克空軍基地

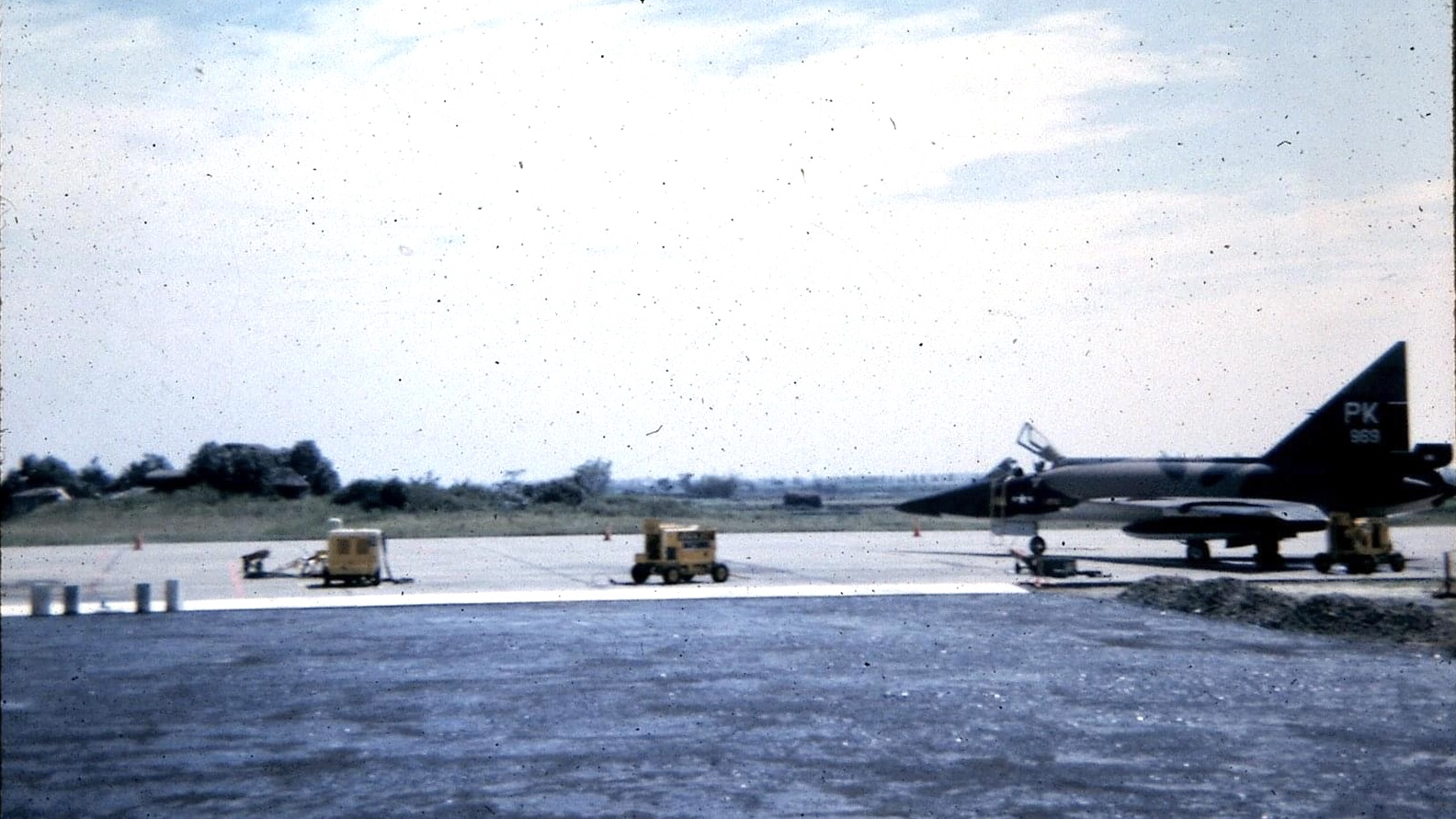
1969年，405聯隊編號56-0968的F-102A三角劍戰鬥機於台灣台南空軍基地跑道頭，準備起飛

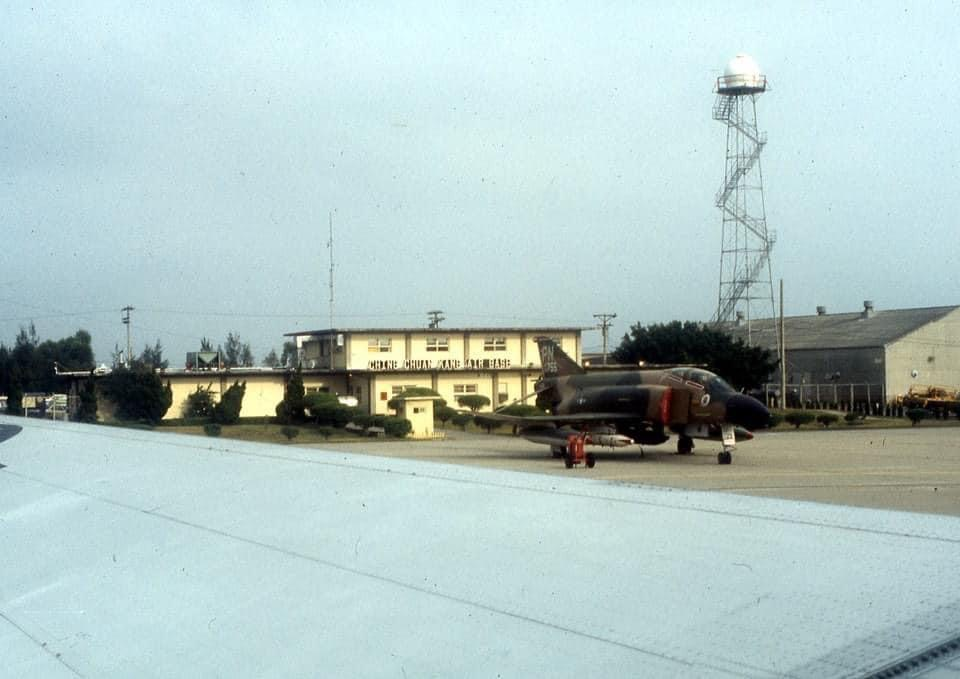
1974年，405聯隊編號65-0755的F-4D幽靈II戰鬥機於台灣清泉崗空軍基地（Ching Chuan Kang Air Base）

1959年9月4日，在第二次台灣海峽危機發生後，第405戰鬥機聯隊在克拉克的任務發生了變化，取代了第6200空軍基地聯隊（6200th Air Base Wing）。任務從作為一個支持倉庫和維護基地設施轉變為一個作戰戰鬥機聯隊的任務。
第405聯隊的任務是在菲律賓、台灣和其他遠東地區提供防空和進攻性戰鬥機作戰行動，期間也多次與中華民國空軍（ROCAF）參與聯合演習。該聯隊在克拉克基地期間附屬了許多中隊。分配給聯隊的以下作戰中隊是：
- 第510戰術戰鬥機中隊，1959年4月9日-1964年3月16日，裝備F-100D超級軍刀戰鬥機

1959年4月9日-1964年3月14日部屬到台灣嘉義空軍基地（Chiayi AB）；1959年12月-1965年11月維持支隊（Detachment）在台灣台南空軍基地（Tainan AB）；1965年11月-1967年8月中隊轉移至台南空軍基地（Tainan AB）
- 第8轟炸機中隊，1964年11月18日-1968年1月15日（垂直尾翼代碼：FS），裝備B-57A坎培拉轟炸機
- 第13轟炸機中隊，1964年11月18日-1968年1月15日（垂直尾翼代碼：FK），裝備B-57A坎培拉轟炸機

1968年1月，兩個轟炸機中隊都被重新分配到南越潘朗空軍基地的第35戰術戰鬥機聯隊
- 第64戰鬥攔截機中隊，1966年6月10日-1969年12月15日（垂直尾翼代碼：PE），裝備F-102A三角劍戰鬥機
- 第509戰鬥攔截機中隊，1959年4月9日-1969年12月15日（垂直尾翼代碼：PK），F-86D軍刀戰鬥機、F-102A三角劍戰鬥機

兩個F-102中隊定期在台灣台南空軍基地（Tainan AB）、清泉崗空軍基地（CCK AB）及南越峴港空軍基地、邊和空軍基地及泰國廊曼泰國皇家空軍基地之間輪換部屬，1969年12月停用
- 第523戰術戰鬥機中隊，1965年11月20日-1973年8月31日（垂直尾翼代碼：PN），裝備F-100D超級軍刀戰鬥機、F-4D幽靈II戰鬥機

最初裝備F-100D，於1970年換裝F-4D，維持支隊（Detachment）在台灣台南空軍基地（Tainan AB）、清泉崗空軍基地（CCK AB），並於1972年復活節攻勢期間輪調至泰國烏登泰國皇家空軍基地
- 第1測試中隊，1970年4月30日-1974年9月16日，裝備F-4C/D幽靈II戰鬥機
- 第90戰術戰鬥機中隊，1972年11月15日-1974年9月16日（垂直尾翼代碼：PN），裝備F-4D/E/G幽靈II戰鬥機

1973年8月31日-1974年7月31日間維持支隊（Detachment）在台灣台南空軍基地（Tainan AB）、清泉崗空軍基地（CCK AB）
- 第774戰術空運中隊（英语：774th Tactical Airlift Squadron），1971年12月31日-1972年9月15日，裝備C-130力士運輸機、C-118運輸機

在越南戰爭期間，該聯隊於1961年11月至1966年2月在泰國廊曼皇家空軍基地為泰國皇家空軍人員提供防空訓練。從1962年中到東南亞衝突結束，聯隊經常在泰國和南越的基地部署分配和附屬，用於在其他組織的作戰控制下進行防空和作戰行動。
其餘時間則在台灣和菲律賓接受防空和其他戰術演習訓練。1972年7月至8月期間，為被季風雨淹沒的菲律賓地區提供了廣泛的洪水救濟。1973年2月至3月期間，為從北越返回美國的美國戰俘提供醫療、後勤和行政支持。

### 第3戰術戰鬥機聯隊（3d Tactical Fighter Wing）

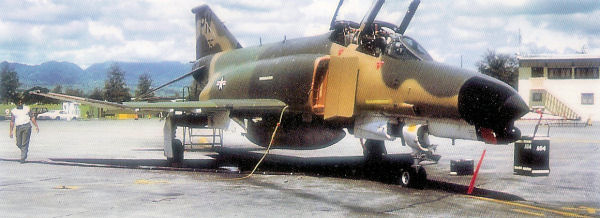
1979年，第3戰術戰鬥機聯隊編號69-0275的F-4E幽靈II戰鬥機在克拉克空軍基地

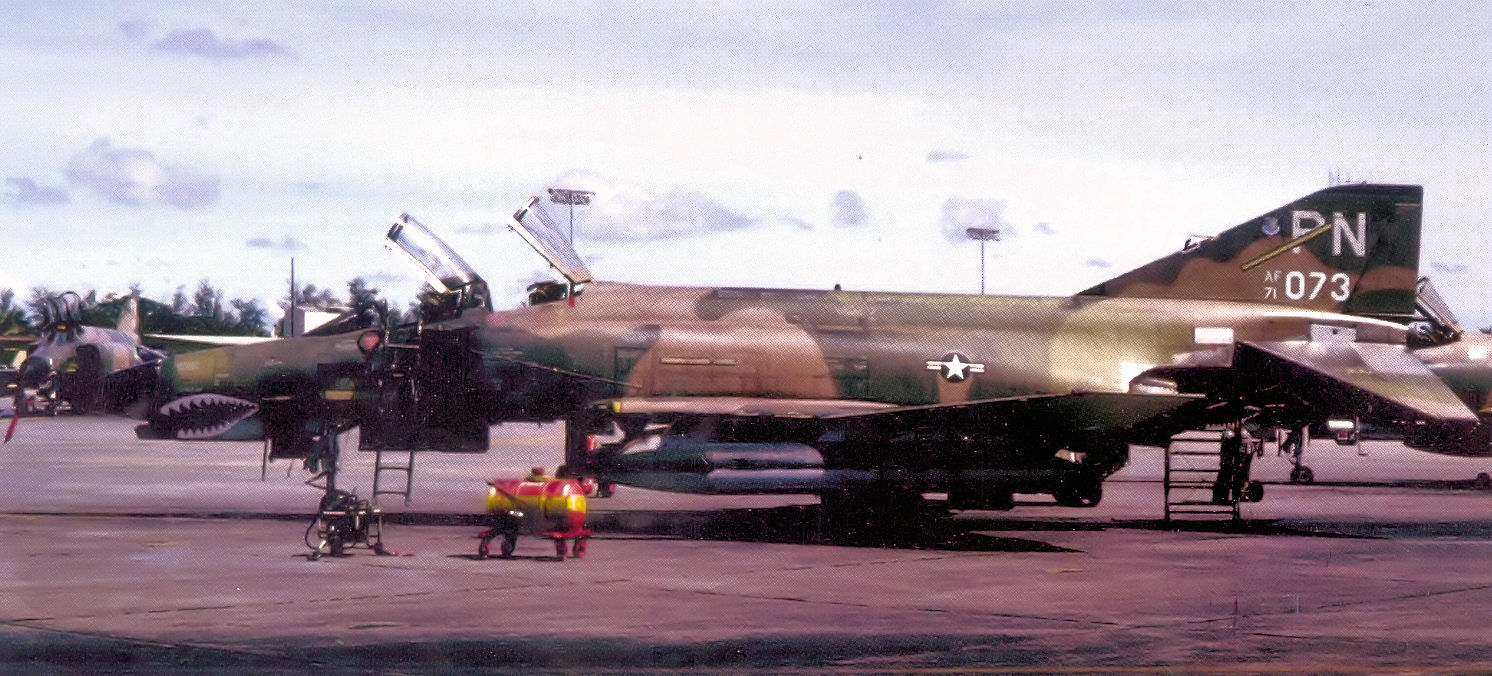
1976年，第3戰術戰鬥機中隊一架編號71-1073的F-4E幽靈II戰鬥機在克拉克空軍基地

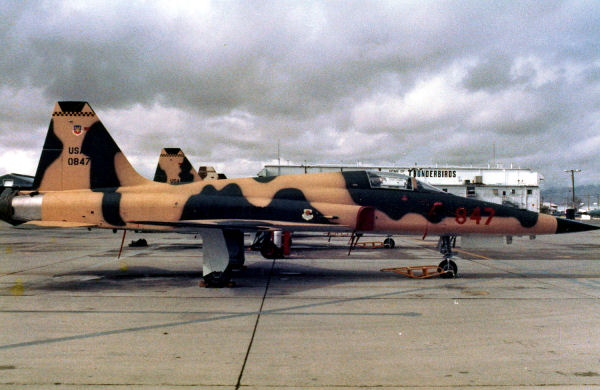
第26假想敵中隊（26th Training Aggressor Squadron）編號73-0847的F-5E/F虎II式戰鬥機在克拉克空軍基地

越南戰爭結束後，第3戰術戰鬥機聯隊於1974年9月16日在沒有人員或設備的情況下從韓國崑山空軍基地重新分配給克拉克，取代了原地停用的第405戰鬥機聯隊。
第3戰術戰鬥機聯隊承擔了前405聯隊部分的任務，但只為菲律賓提供戰術防空任務。它參加了頻繁的作戰演習和評估，不過第3聯隊的下屬後勤支援單位：第3戰鬥支援大隊（3rd Combat Support Group）持續向台灣臨時任務派遣（Temporary duty assignment, TDY）空軍人員，直至1979年4月。
1975年4月5日-5月31日期間，聯隊將其設施用作嬰兒車行動（將越南孤兒從南越撤離到美國）和新生活行動（將越南成年人撤離到美國重新安置）的中轉區。1976年至1989年，為太平洋空軍機組人員提供不同空戰方面的現實訓練，以及有關敵方空對空能力和戰術的當前情報。
第3戰術戰鬥機聯隊的下屬單位有：
- 第1測試中隊（1st Test Squadron），1974年9月30日-1978年9月30日，裝備F-4E幽靈II戰鬥機
- 第90戰術戰鬥機中隊（90th Tactical Fighter Squadron，1974年9月16日-1991年12月16日，垂直尾翼代碼：PN）F-4E/G幽靈II戰鬥機

1979年起換裝F-4G"野鼬機（Wild Weasel）"，負責對敵防空網壓制任務（SEAD）
- 第3戰術戰鬥機中隊，1975年12月1日-1991年12月16日（垂直尾翼代碼：PN）裝備F-4E幽靈II戰鬥機
- 第26假想敵中隊（26th Training Aggressor Squadron），1976年1月2日-1990年2月21日，裝備F-5E/F虎II式戰鬥機及T-38教練機

1991年6月，隨著美國空軍撤離克拉克，第3戰術戰鬥機聯隊被置於非作戰狀態。
- 第3戰術戰鬥機聯隊於1991年12月19日在克拉克停用。在沒有人員或設備的情況下轉移並重新分配到阿拉斯加艾爾森空軍基地的第343戰鬥機聯隊（英语：343d Fighter Wing）作為第3戰鬥機訓練中隊（3d Fighter Training squadron）。
- 第90戰術戰鬥機中隊於1991年5月29日在克拉克解編。在沒有人員或設備的情況下轉移並重新分配到阿拉斯加埃爾門多夫空軍基地（英语：Elmendorf AFB）的第21戰術戰鬥機聯隊（英语：21th Tactical Fighter Wing）作為F-15E打擊鷹戰鬥機中隊。

### 戰術空運

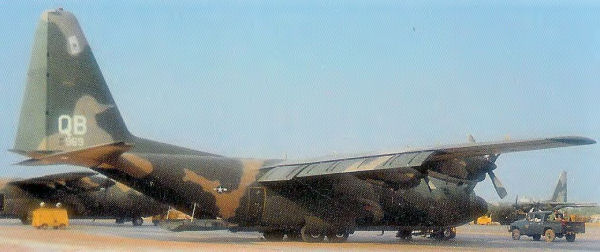
1969年，第463戰術空運聯隊編號61-0969的C-130B運輸機在南越新山一空軍基地

從1968年到1989年，太平洋空軍並從1974年開始，以軍事空運司令部從克拉克開始運營戰區空運能力。
越戰期間，第463戰術空運聯隊在克拉克和新山一空軍基地（Tan Son Nhut Air Base）之間輪換C-130運輸機中隊。戰後，第374戰術空運聯隊於1973年11月15日從台灣清泉崗基地（CCK Air Base）轉移至克拉克基地，在戰區內操作C-130，以及航空醫療後送航班。

## 氣候
克拉克基地的氣候有兩個不同的季節：11月至4月的“旱季”和5月至10月有季風降雨的“雨季”。在旱季，風通常是東北風，天空晴朗。一些下午的陣雨往往會在4月出現。儘管一年中最熱的日子往往發生在5月，但4月的平均氣溫是任何月份中最高的。由於此時植被非常乾燥，當農民焚燒田地進行種植時，灰燼和煤煙經常落在克拉克空軍基地。在乾旱年份，野火偶爾會在基地高爾夫球場以西和機場東北部雜草叢生的地區爆發。
雨季通常在六月到來。七月和八月是潮濕的，有很多陰天，下午和晚上經常下雨。颱風在夏末和秋季很常見，從東邊逼近。他們在克拉克空軍基地很少造成破壞，因為設施位於內陸很遠的地方，颱風環流被東海岸的馬德雷山脈破壞。到11月和12月，旱季再次到來時，降雨和颱風活動急劇減少。溫度最低，夜間最低溫度有時會降至64°F (18°C) 或更低。
從1953年到1991年，平均每日最低氣溫為73.6°F (23.1°C)，平均每日最高氣溫為88.1°F (31.2°C)，其中4月最熱，1月最冷。年平均降雨量為78.39英寸（1,991毫米）。
| Clark Air Base, Angeles City, Republic of the Philippines (1961–90) | Clark Air Base, Angeles City, Republic of the Philippines (1961–90) | Clark Air Base, Angeles City, Republic of the Philippines (1961–90) | Clark Air Base, Angeles City, Republic of the Philippines (1961–90) | Clark Air Base, Angeles City, Republic of the Philippines (1961–90) | Clark Air Base, Angeles City, Republic of the Philippines (1961–90) | Clark Air Base, Angeles City, Republic of the Philippines (1961–90) | Clark Air Base, Angeles City, Republic of the Philippines (1961–90) | Clark Air Base, Angeles City, Republic of the Philippines (1961–90) | Clark Air Base, Angeles City, Republic of the Philippines (1961–90) | Clark Air Base, Angeles City, Republic of the Philippines (1961–90) | Clark Air Base, Angeles City, Republic of the Philippines (1961–90) | Clark Air Base, Angeles City, Republic of the Philippines (1961–90) | Clark Air Base, Angeles City, Republic of the Philippines (1961–90) |
| 月份                                                                | 1月                                                                 | 2月                                                                 | 3月                                                                 | 4月                                                                 | 5月                                                                 | 6月                                                                 | 7月                                                                 | 8月                                                                 | 9月                                                                 | 10月                                                                | 11月                                                                | 12月                                                                | 全年                                                                |
| ------------------------------------------------------------------- | ------------------------------------------------------------------- | ------------------------------------------------------------------- | ------------------------------------------------------------------- | ------------------------------------------------------------------- | ------------------------------------------------------------------- | ------------------------------------------------------------------- | ------------------------------------------------------------------- | ------------------------------------------------------------------- | ------------------------------------------------------------------- | ------------------------------------------------------------------- | ------------------------------------------------------------------- | ------------------------------------------------------------------- | ------------------------------------------------------------------- |
| 平均高温 °C（°F）                                                   | 30 (86)                                                             | 31 (88)                                                             | 32 (90)                                                             | 34 (93)                                                             | 33 (92)                                                             | 32 (89)                                                             | 31 (87)                                                             | 30 (86)                                                             | 31 (87)                                                             | 31 (87)                                                             | 31 (87)                                                             | 30 (86)                                                             | 31 (88)                                                             |
| 平均低温 °C（°F）                                                   | 21 (70)                                                             | 22 (71)                                                             | 22 (72)                                                             | 24 (75)                                                             | 24 (76)                                                             | 24 (76)                                                             | 24 (75)                                                             | 24 (75)                                                             | 24 (75)                                                             | 24 (75)                                                             | 23 (73)                                                             | 22 (72)                                                             | 23 (74)                                                             |
| 平均降水量 mm（）                                                   | 13 (0.51)                                                           | 17 (0.68)                                                           | 27 (1.07)                                                           | 58 (2.28)                                                           | 199 (7.82)                                                          | 299 (11.76)                                                         | 403 (15.87)                                                         | 407 (16.04)                                                         | 316 (12.44)                                                         | 185 (7.29)                                                          | 103 (4.04)                                                          | 39 (1.54)                                                           | 2,066 (81.34)                                                       |
| 来源：National Climatic Data Center.                                |                                                                     |                                                                     |                                                                     |                                                                     |                                                                     |                                                                     |                                                                     |                                                                     |                                                                     |                                                                     |                                                                     |                                                                     |                                                                     |

1. ↑  . Los Angeles Times. 29 October 1987  [2021-10-19]. （原始内容存档于2022-05-16）.
2. ↑  . Washingtonpost.com.   [2021-10-19]. （原始内容存档于2019-05-12）.
3. ↑  Drogin, Bob. . Los Angeles Times. 14 May 1990  [9 November 2018]. （原始内容存档于2018-10-03）.
4. ↑  Summary of day data for National Weather Service (U.S.) and Department of Defense (U.S. and foreign) sites, National Climatic Data Center, Asheville NC, 1991.